# 東方三博士の礼拝 (サン・マルコ美術館)
『東方三博士の礼拝』（とうほうさんはかせのれいはい、伊: Adorazione dei Magi、英: Adoration of the Magi）は、初期イタリア・ルネサンスの巨匠フラ・アンジェリコが1438-1446年にコジモ・デ・メディチが使用した専用の個室 (独房) に描いたフレスコ画である。ジョン・ポープ＝ヘネシーは、作品の場所の重要性を考慮して、作品全体の意匠をフラ・アンジェリコによるものとしているが、ゲンガーロ (Gengaro) によって提唱されたベノッツォ・ゴッツォリの介入もまた認めている。主題は、『新約聖書』中の「マタイによる福音書」第2章にある「東方三博士の礼拝」である。この作品は、フィレンツェのサン・マルコ美術館 (旧サン・マルコ修道院) にある。

## 作品
コジモ・デ・メディチの個室は、修道院の中で唯一ミサを行うことができる場所であった。この個室の絵画は、ほかの独房のフラ・アンジェリコのフレスコ画とはいくつかの点で異なっている。絵画の描写はより叙事的で、色彩は明るく、構図は複雑である。ほかの独房に比べ、フラ・アンジェリコのの手よりも彼の助手たち、特にベノッツォ・ゴッツォリの手が多く入っている。
東方三博士 (マギ) が生まれたばかりのイエス・キリストを訪問した日を記念する公現祭の1月6日には、コジモ・デ・メディチのフィレンツェ帰還を記念して創設された行列がサン・マルコ修道院を目指して、市内を練り歩いた。すなわち、本作はメディチ家を賛美する作品でもあった。
本作は、一般的に本作と共通の様式的特徴をいくつか持つ『聖人たちのいる磔刑』と近い時期の制作だとされており、それは東側の廊下の外側の独房の完成直後とみられる。東洋的な風貌の人物が登場しているため、本作を1439年のフィレンツェの評議会と関連付ける研究者もいる。
作品は、サン・マルコ修道院内の独房の連作中、最大のもので、中央の壁龕 (凹み) 部分に『嘆きのキリスト』の壁祭壇が納められているルネットの形をしている。
聖母マリア、幼子イエス・キリスト、聖ヨセフは左側に配置されており、1人ずつ跪いて、贈り物を捧げている3人の東方三博士の礼拝を受けている。彼らの背後には、文士、騎士、科学者、兵士からなる行列が展開している。同じ「東方三博士の礼拝」を扱っている『リナイオーリの壁祭壇』(1433-1435年、サン・マルコ美術館) の裾絵 (predella ) とは異なって、本作では主題がより伝統的な様式で扱われており、修道院の参事会会議場にある『聖人たちのいる磔刑』と関連付けられる水平的な構図を示している。 先端の尖った岩のある背景も伝統に則っている。人物たちの様々な姿勢もまた、『サン・マルコ祭壇画』 (サン・マルコ美術館)  の裾絵のいくつかの場面に見出せる。
光は透明で光り輝いており、柔らかく、繊細な色彩表現となっている。それは、人物像の豊かさとともに本作の最良の特徴となっている。
作品はしばしばゴッツォリの後の依頼作、そしてメディチ宮殿のマギ礼拝堂にある彼の同主題作につながるものと見なされている